# Jan Konieczny (ur. 1932)
Jan Konieczny (ur. 9 września 1932 w Rawiczu) – polski polityk, poseł na Sejm PRL VII  i VIII kadencji. 

## Życiorys
W 1951 wstąpił do Polskiej Zjednoczonej Partii Robotniczej. W 1969 skończył Technikum Górnicze, uzyskując wykształcenie średnie zawodowe. W latach 1974–1977 członek egzekutywy Komitetu Miejskiego PZPR w Zabrzu, od 1963 I sekretarz OOP w Kopalni „Zabrze”. Górnik w Kopalni Węgla Kamiennego „Zabrze”. Przewodniczący Zarządu Głównego Związku Zawodowego Górników. W latach 1976–1985 pełnił mandat posła na Sejm PRL VII i VIII kadencji w okręgu Gliwice z ramienia PZPR. Podczas obydwu kadencji zasiadał w Komisji Górnictwa, Energetyki i Chemii oraz w Komisji Spraw Zagranicznych. Ponadto w czasie VII kadencji był członkiem Komisji do Spraw Samorządu Pracowniczego Przedsiębiorstw oraz w Komisji Górnictwa, Energetyki i Wykorzystania Zasobów Naturalnych.

## Odznaczenia
- Order Sztandaru Pracy II klasy (1979)
- Krzyż Kawalerski Orderu Odrodzenia Polski (1974)
- Złoty Krzyż Zasługi (1969)
- Srebrny Krzyż Zasługi (1956)
- Medal 30-lecia Polski Ludowej